# Derek Sikua

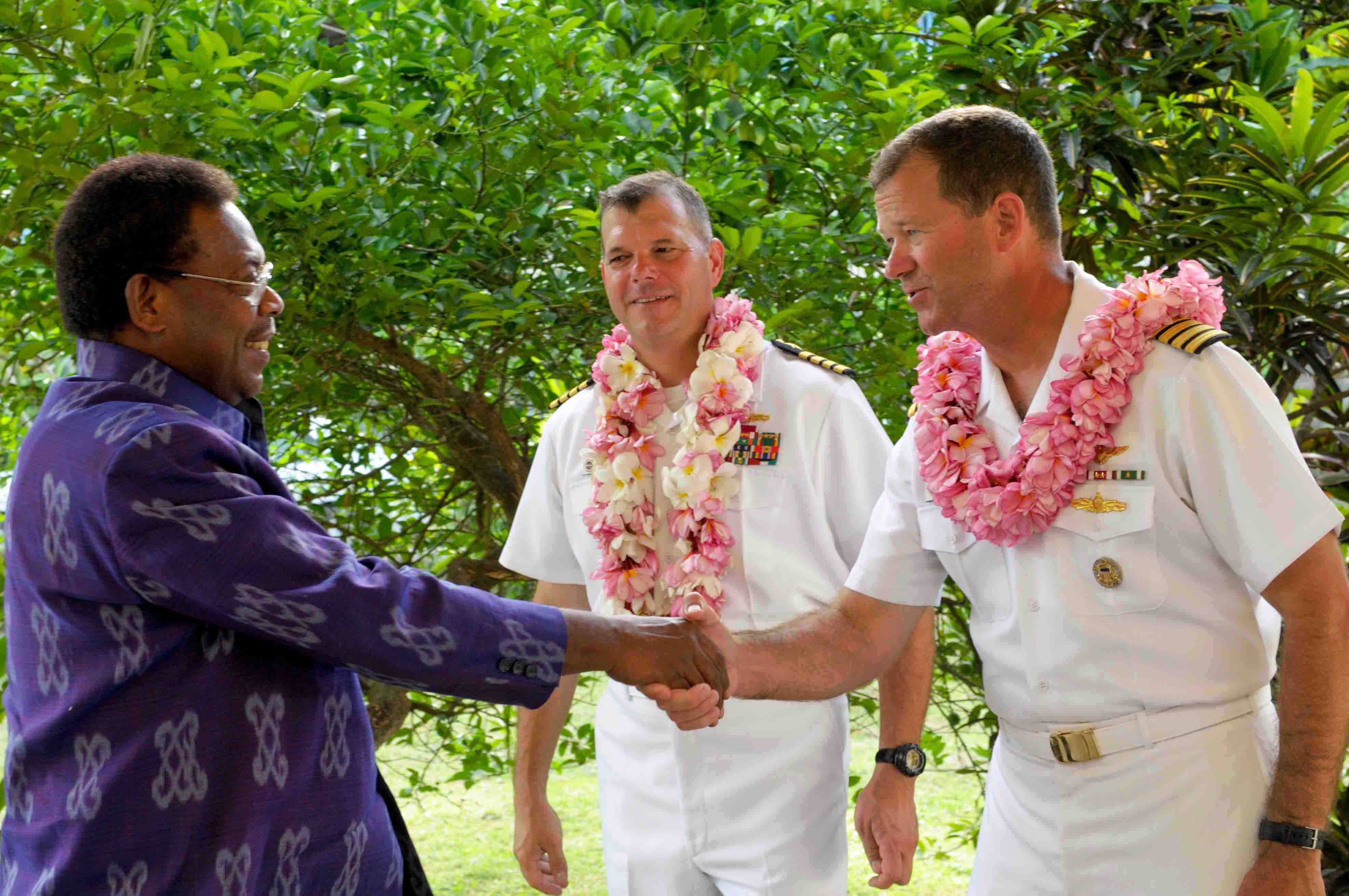
Premier Sikua (z lewej) w czasie ceremonii wojskowej, sierpień 2009

David Derek Sikua (ur. 10 października 1959 w Ngalitavethi Village w prowincji Guadalcanal) – premier Wysp Salomona od 20 grudnia 2007 do 25 sierpnia 2010.

## Życiorys
Derek Sikua w 1985 zdobył tytuł licencjata z zakresu planowania edukacyjnego i zarządzania na University of Southern Queensland w Australii. Od 1991 do 1992 studiował politykę edukacyjną i administrację na Monash University, na którym zdobył tytuł magistra. W latach 1998–2003 doktoryzował się na University of Waikato w Hamilton w Nowej Zelandii.
W latach 1982–1986 pracował jako nauczyciel w szkole średniej. Od 1986 do 1990 był urzędnikiem, a następnie dyrektorem w Wydziale Implementacji i Planowania Ministerstwa Edukacji i Rozwoju Zasobów Ludzkich.
Od kwietnia 1993 do lutego 1994 był podsekretarzem w Ministerstwie Edukacji i Rozwoju Zasobów Ludzkich, a od lutego 1994 do listopada 1997 sekretarzem w tym resorcie. Od listopada 1997 do stycznia 1998 zajmował stanowisko sekretarza w Ministerstwie Leśnictwa, Środowiska Naturalnego i Ochrony Przyrody. Od maja 2003 do 31 grudnia 2005 ponownie pełnił funkcję sekretarza w Ministerstwie Edukacji i Rozwoju Zasobów Ludzkich.
5 kwietnia 2006 został wybrany w skład Parlamentu Narodowego jako kandydat z okręgu Północno-Wschodniego Guadalcanal. 4 maja 2006 objął stanowisko ministra edukacji, zasobów ludzkich i rozwoju w rządzie premiera Manasseha Sogavare.
10 listopada 2007 odszedł z rządu Sogavare i dołączył do opozycji. 13 grudnia 2007 z inicjatywy opozycji parlament przegłosował wotum nieufności wobec rządu Sogavare stosunkiem głosów 25 do 22. 20 grudnia 2007, jako kandydat opozycji, Sikua został wybrany przez parlament nowym szefem rządu. W głosowaniu pokonał kandydata rządowego, Pattesona Otiego, stosunkiem głosów 32 do 15. Został zaprzysiężony tego samego dnia, a jego gabinet 21 i 22 grudnia 2007.
W wyborach parlamentarnych 4 sierpnia 2010 odnowił mandat deputowanego. Nie został jednak ponownie nominowany kandydatem do urzędu premiera. 25 sierpnia 2010 na stanowisku zastąpił go Danny Philip.

## Odznaczenia
- Wielka Wstęga Specjalna Orderu Lśniącej Gwiazdy (2010, Tajwan)[9]